# Almonaster la Real
Almonaster la Real – gmina w Hiszpanii, w prowincji Huelva, w Andaluzji, o powierzchni 321,3 km². W 2011 roku gmina liczyła 1824 mieszkańców.